# Danh sách đĩa nhạc của Do As Infinity
Dưới đây là danh sách đĩa nhạc của Do As Infinity.

## Album nguyên bản
- [2000.03.23] BREAK OF DAWN #3
- [2001.02.21] NEW WORLD #1
- [2001.09.19] DEEP FOREST #1
- [2002.12.26] TRUE SONG #5
- [2003.11.23] GATES OF HEAVEN #3
- [2005.02.16] NEED YOUR LOVE #3
- [2009.09.30] ETERNAL FLAME #9

## Album tổng hợp/Đĩa thu hình liveshow
- [2002.03.20] Do the Best (Album tổng hợp hay nhất)
- [2003.03.12] Do the live (Album biểu diễn trực tiếp)
- [2004.03.31] Do As Infinity LIVE IN JAPAN (Album biểu diễn trực tiếp)
- [2004.03.31] Do The Best+DVD (Album tổng hợp hay nhất)
- [2004.10.18] Do The B-side (Bộ sưu tập B-side)
- [2005.09.28] Do The A-side (Album tổng hợp hay nhất)
- [2006.03.15] Do As Infinity -Final- (album biểu diễn trực tiếp)
- [2006.03.15] Minus V (Album tổng hợp hay nhất)
- [2006.03.15] Do the Best "Great Supporters Selection" (Album tổng hợp hay nhất)

## Đĩa đơn
- [1999.09.29] Tangerine Dream #58
- [1999.12.08] Heart #56
- [2000.01.26] Oasis #25
- [2000.02.23] Yesterday & Today #10
- [2000.11.04] Rumble Fish #20
- [2000.11.29] We are. #16
- [2001.01.24] Desire #8
- [2001.04.25] Tooku Made (遠くまで; Rời xa) #12
- [2001.05.30] Week! #8
- [2001.06.27] Fukai Mori (深い森; Rừng sâu) #5
- [2001.09.05] Boukensha Tachi (冒険者たち; Những cuộc phiêu lưu) #7
- [2002.02.27] Hi no Ataru Sakamichi (陽のあたる坂道; The Hill Road Where the Sun Hits on) #5
- [2002.07.31] under the sun / under the moon #5
- [2002.10.30] Shinjitsu no Uta (真実の詩; Song of Truth) #5
- [2003.06.11] Mahou no Kotoba ~Would you marry me?~ (魔法の言葉 ~Would you marry me?~; Words of Magic) #4
- [2003.09.25] Honjitsu wa Seiten Nari (本日ハ晴天ナリ; Today Becomes a Nice Weather) #4
- [2003.11.06] Hiiragi (柊; Holly) #7
- [2004.12.15] Rakuen (楽園; Paradise) #2
- [2005.01.19] For the future #6
- [2005.07.27] TAO #11
- [2009.06.17] ∞1 #10

## Đĩa DVD
- [2001.03.07] 9
- [2001.04.25] Tooku Made (遠くまで; Till Far Away)
- [2001.09.27] 5
- [2002.03.20] Do As Infinity LIVE TOUR 2001 ~DEEP FOREST~
- [2002.12.11] THE CLIP SELECTION
- [2002.12.26] Shinjitsu no Uta (真実の詩)
- [2004.01.07] 8
- [2004.03.31] Live in Japan
- [2005.03.02] Do As Infinity LIVE YEAR 2004
- [2005.09.28] Do As Infinity LIVE IN JAPAN 2
- [2006.03.15] Do As Infinity -Final-
- [2006.09.20] Do As Infinity 3rd ANNIVERSARY SPECIAL LIVE
- [2006.09.20] Do As Infinity -Premier-

## Phát hành đặc biệt
- [2006.03.15] Do the Box